# Sandi Lovrić
Sandi Lovrić (ur. 28 marca 1998 w Lienzu) – austriacki piłkarz słoweńskiego pochodzenia grający na pozycji pomocnika w FC Lugano. Posiada podwójne obywatelstwo.

## Kariera klubowa
Treningi piłkarskie rozpoczął w SV Rapid Lienz, z którego w 2012 roku trafił do SK Sturm Graz. W czerwcu 2014 został włączony do pierwszej drużyny tego klubu, z którą podpisał trzyletni kontrakt. Zadebiutował w niej 17 sierpnia 2014 w zremisowanym 1:1 meczu z Austrią Wiedeń, a pierwszego gola w austriackiej Bundeslidze strzelił 7 kwietnia 2019 w wygranym 1:0 spotkaniu z tym samym rywalem. W lipcu 2019 podpisał trzyletni kontrakt z FC Lugano.

## Kariera reprezentacyjna
Młodzieżowy reprezentant Austrii. We wrześniu 2020 podjął decyzję o reprezentowaniu Słowenii. W słoweńskiej kadrze zadebiutował 7 października 2020 w wygranym 4:0 meczu towarzyskim z San Marino. Debiutancką bramkę strzelił w wygranym 4:0 meczu przeciwko reprezentacji Mołdawii.